# Khalifa Lahej
Khalifa Lahej (Arabic:خليفة لاحج) (sinh ngày 4 tháng 4 năm 1994) là một cầu thủ bóng đá người Các Tiểu vương quốc Ả Rập Thống nhất. Hiện tại anh thi đấu cho Masfut Club.